# 細盜獵蝽
細盜獵蝽（学名：Peirates lepturoides）为獵蝽科盜獵蝽屬下的一个种。